# Masoreter
Masoreter kallas de judiska skriftlärda från rabbinskolorna i staden Tiberias som sysselsatte sig med samlandet av massora och senare, under 700- och 800-talet, uppfann ett system för att i skrift beteckna den på massoran grundade riktiga läsningen av Torahn. Dessa var nämligen upptecknade endast med konsonanter och kunde därför läsas på flera sätt. Den enda rätta läsningen av denna konsonantiska text hade dock sedan hebreiskan upphört att vara ett levande språk traditionellt fortplantats genom århundradena utan skriftlig fixering och var med i stort sett, densamma i alla synagogor och rabbinskolor över hela Palestina och Babylonien.
Den under tidernas lopp samlade massan av textkritiska anmärkningar och gällande föreskrifter rörande den rätta läsningen kallades med ett nyhebreiskt ord massoret eller massora ("tradition"). Det massoretiska systemet, grundat på den äldre punkteringen av syriska handskrifter, innehåller särskilda tecken för alla vokaler samt dessutom likartade, med punkter och streck över, under eller inuti konsonanten, bestående tecken för halvvokaler, aspirerat eller oaspirerat uttal av vissa konsonanter med mera. De handskrifter och bibelupplagor som är försedda med alla dessa vokal- och andra läsetecken, kallas därför punkterade eller vokaliserade, till skillnad från opunkterad eller ovokaliserad skrift, som endast innehåller blott den konsonantiska texten.
Den massoretiska punkteringen, yngre än talmud, fick sin slutliga fulländning genom den berömde rabbinen Ben Ascher som levde i Tiberias i början av 900-talet.